# Площадь Фиделя Кастро
Площадь Фиде́ля Ка́стро (с 15 февраля 2017) — площадь в районе Сокол Северного административного округа города Москвы, расположенная на Новопесчаной улице у пересечения со 2-й Песчаной.

## История
Площадь образовалась в начале 1950-х годов в ходе застройки района Песчаных улиц на месте оврага заключённой в трубу речки Ходынки. Первоначально не имела названия. На площадь выходит сквер 2-й Песчаной улицы с фонтаном и фасад дома 14 по Новопесчаной улице.
25 ноября 2016 года скончался кубинский лидер Фидель Кастро. 30 января 2017 года московская городская межведомственная комиссия приняла решение о присвоении площади на пересечении Новопесчаной и 2-й Песчаной улиц имени Фиделя Кастро. Это решение было принято в связи с тем, что многие улицы неподалёку были названы в честь зарубежных социалистических лидеров. Так рядом находится улица Сальвадора Альенде, который был другом Фиделя Кастро, а в 2013 году в соседнем районе появилась улица Чавеса. 15 февраля 2017 года постановлением Правительства Москвы была образована площадь Фиделя Кастро. 2 марта была установлена информационная табличка с названием площади на русском и английском языках.
13 августа 2017 года в день рождения Фиделя Кастро на площади состоялся первый митинг, посвящённый памяти кубинского лидера. На митинге присутствовали посол Кубы Эмилио Лосада Гарсия и председатель Мосгордумы Алексей Шапошников.
11 февраля 2022 года Мосгордума одобрила проект установки на площади памятника Фиделю Кастро. Летом 2022 года начались работы по устройству площадки для памятника. Его изначально планировали установить 13 августа — в день рождения Фиделя Кастро. Торжественное открытие памятника состоялось 22 ноября 2022 года в присутствии президента Кубы Мигеля Диас-Канеля и президента России Владимира Путина.

## Транспорт
На площади расположена остановка «Вторая Песчаная улица» автобусов т65, т86, 175, 403.
Ближайшие станции метро — «Сокол» Замоскворецкой линии, «Зорге» и «Панфиловская» МЦК.